# Thaumaleus claparedi
Thaumaleus claparedi är en kräftdjursart som beskrevs av Giesbrecht 1892. I den svenska databasen Dyntaxa används istället namnet Cymbasoma claparedi. Thaumaleus claparedi ingår i släktet Thaumaleus och familjen Monstrillidae. Arten är reproducerande i Sverige. Inga underarter finns listade i Catalogue of Life.